# Хвищанка
Хвища́нка — село в Кировском районе Приморского края. Административный центр и единственный населённый пункт Хвищанского сельского поселения.

## География
Село Хвищанка стоит в верховьях реки Крыловка (правый приток Уссури), севернее села протекает река Хвищанка.
Село Хвищанка расположено к востоку от районного центра пос. Кировский. Дорога к селу Хвищанка идёт от села Межгорье (находится на автодороге Глазовка — Покровка) через село Большие Ключи, до Больших Ключей около 16 км, до Межгорья около 33 км.
Расстояние до посёлка Кировский (через Архангеловку) около 73 км.

## История
До 1972 года село называлось Верхняя Шетуха. Переименовано после вооружённого конфликта за остров Даманский.

## Население
| 2002 | 2005 | 2010 | 2011 | 2012 | 2013 | 2014 |
| ---- | ---- | ---- | ---- | ---- | ---- | ---- |
| 313  | ↘297 | ↘213 | ↘211 | ↘202 | ↘196 | ↘189 |
| 2015 | 2016 | 2017 | 2018 | 2019 | 2020 | 2021 |
| ↗190 | ↘167 | ↘165 | ↘158 | ↘147 | ↘142 | ↗145 |

## Улицы
| - ул. Заречный, - ул. Колхозная, - пер. Лесной, - ул. Молодёжная, | - пер. Новый, - ул. Петровская, - пер. Сельский, - пер. Таёжный. |

## Экономика
Сельскохозяйственные предприятия Кировского района.

## Известные уроженцы
- Бондаренко, Дмитрий Никифорович (1921—1997) — советский военнослужащий, сержант, Герой Советского Союза.